# Wendel (azienda)
Wendel (ex Wendel Investissement) è una società francese di investimento, specializzata in acquisizioni di lungo termine di società quotate e non quotate.
Essa è stata fondata nel 2002 attraverso la fusione di Marine-Wendel e CGIP col nome di Wendel Investissement,  essa ha poi assunto il nome Wendel nel 2007.
Dal 1977, Wendel ha investito in numerose grandi aziende, quali: Capgemini, BioMérieux, Reynolds, Stallergenes, Wheelabrator, Valeo, Afflelou, Editis, Deutsch, Legrand, Bureau Veritas, Saint-Gobain, ecc.